# Ciro De Vita
Ciro De Vita (Napoli, 10 agosto 1959 – Lugagnano di Sona, 30 aprile 2006) è stato un militare italiano, Appuntato Scelto dell'Arma dei Carabinieri, insignito di Medaglia d'oro al valor civile (alla memoria).